# Championnats du monde de judo 2014
Navigation
Édition précédente Édition suivante
Les championnats du monde de judo 2014, trente-troisième édition des championnats du monde de judo, ont lieu du 25 au 31 août 2014 à Tcheliabinsk, en Russie.

## Programme
| - Lundi 25 août : - moins de 48 kg femmes - moins de 60 kg hommes                            | - Mardi 26 août : - moins de 52 kg femmes - moins de 66 kg hommes                          | - Mercredi 27 août : - moins de 57 kg femmes - moins de 73 kg hommes | - Jeudi 28 août : - moins de 63 kg femmes - moins de 81 kg hommes |
| - Vendredi 29 août : - moins de 70 kg femmes - moins de 78 kg femmes - moins de 90 kg hommes | - Samedi 30 août : - plus de 78 kg femmes - moins de 100 kg hommes - plus de 100 kg hommes | Dimanche 31 août : - - Par équipes femmes - Par équipes hommes       |                                                                   |

## Podiums

### Femmes
| Épreuves                          | Or                  | Argent                | Bronze                               |
| --------------------------------- | ------------------- | --------------------- | ------------------------------------ |
| Moins de 48 kg Poids super-légers | Ami Kondō           | Paula Pareto          | Amandine Buchard Maria Celia Laborde |
| Moins de 52 kg Poids mi-légers    | Majlinda Kelmendi   | Andreea Chițu         | Natalia Kuzyutina Érika Miranda      |
| Moins de 57 kg Poids légers       | Nae Udaka           | Telma Monteiro        | Automne Pavia Sanne Verhagen         |
| Moins de 63 kg Poids mi-moyens    | Clarisse Agbegnenou | Yarden Gerbi          | Tina Trstenjak Miku Tashiro          |
| Moins de 70 kg Poids moyens       | Yuri Alvear         | Karen Nun-Ira         | Onix Cortés Aldama Katarzyna Kłys    |
| Moins de 78 kg Poids mi-lourds    | Mayra Aguiar        | Audrey Tcheuméo       | Kayla Harrison Anamari Velenšek      |
| Plus de 78 kg Poids lourds        | Idalys Ortíz        | Maria Suelen Altheman | Émilie Andéol Megumi Tachimoto       |

### Hommes
| Épreuves                          | Or                     | Argent                 | Bronze                                 |
| --------------------------------- | ---------------------- | ---------------------- | -------------------------------------- |
| Moins de 60 kg Poids super-légers | Boldbaatar Ganbat      | Beslan Mudranov        | Amiran Papinashvili Naohisa Takatō     |
| Moins de 66 kg Poids mi-légers    | Masashi Ebinuma        | Mikhail Pulyaev        | Kamal Khan-Magomedov Georgii Zantaraia |
| Moins de 73 kg Poids légers       | Riki Nakaya            | Hong Kuk-hyon          | Musa Mogushkov Victor Scvortov         |
| Moins de 81 kg Poids mi-moyens    | Avtandil Tchrikishvili | Antoine Valois-Fortier | Ivan Nifontov Loïc Pietri              |
| Moins de 90 kg Poids moyens       | Ilías Iliádis          | Krisztián Tóth         | Varlam Liparteliani Kirill Voprosov    |
| Moins de 100 kg Poids mi-lourds   | Lukáš Krpálek          | José Armenteros        | Karl-Richard Frey Ivan Remarenco       |
| Plus de 100 kg Poids lourds       | Teddy Riner            | Ryū Shichinohe         | Rafael Silva Renat Saidov              |

### Par équipes[1]
| Épreuves | Femmes | Hommes |
| -------- | --- | --- |
| Or       | France Priscilla Gneto, Automne Pavia, Clarisse Agbegnenou, Margaux Pinot, Audrey Tcheuméo                                                                          | Japon Masashi Ebinuma, Shohei Ono, Takanori Nagase, Mashu Baker Ryu Shichinohe |
| Argent   | Mongolie Bundmaa Munkhbaatar, Sumiya Dorjsuren, Mungunchimeg Baldorj Tsend-Ayush Naranjargal, Munkhtuya Battulga                                                    | Russie Kamal Khan-Magomedov, Denis Iartcev, Murat Khabachirov Magomed Magomedov, Aslan Kambiev |
| Bronze   | Allemagne Romy Tarangul, Miryam Roper, Martyna Trajdos, Laura Vargas Koch Luise Malzahn Japon Yuki Hashimoto, Ai Shishime, Miku Tashiro, Karen Nun-Ira Kanae Yamabe | Allemagne Sebastian Seidl, Christopher Voelk, Sven Maresch (cs) Marc Odenthal, Dimitri Peters Géorgie Shalva Kardava, Nugzar Tatalashvili, Avtandil Tchrikishvili, Varlam Liparteliani Adam Okruashvili |

## Tableau des médailles
| Rang  | Nation              | Or | Argent | Bronze | Total |
| ----- | ------------------- | -- | ------ | ------ | ----- |
| 1     | Japon               | 5  | 2      | 4      | 11    |
| 2     | France              | 3  | 1      | 4      | 8     |
| 4     | Brésil              | 1  | 1      | 2      | 4     |
| 4     | Cuba                | 1  | 1      | 2      | 4     |
| 5     | Mongolie            | 1  | 1      | 0      | 2     |
| 6     | Géorgie             | 1  | 0      | 3      | 4     |
| 7     | Colombie            | 1  | 0      | 0      | 1     |
| 7     | Tchéquie            | 1  | 0      | 0      | 1     |
| 7     | Grèce               | 1  | 0      | 0      | 1     |
| 7     | Kosovo              | 1  | 0      | 0      | 1     |
| 11    | Russie              | 0  | 3      | 6      | 9     |
| 12    | Argentine           | 0  | 1      | 0      | 1     |
| 12    | Canada              | 0  | 1      | 0      | 1     |
| 12    | Hongrie             | 0  | 1      | 0      | 1     |
| 12    | Israël              | 0  | 1      | 0      | 1     |
| 12    | Corée du Nord       | 0  | 1      | 0      | 1     |
| 12    | Portugal            | 0  | 1      | 0      | 1     |
| 12    | Roumanie            | 0  | 1      | 0      | 1     |
| 19    | Allemagne           | 0  | 0      | 3      | 3     |
| 20    | Slovénie            | 0  | 0      | 2      | 2     |
| 20    | Émirats arabes unis | 0  | 0      | 2      | 2     |
| 21    | Pays-Bas            | 0  | 0      | 1      | 1     |
| 21    | Pologne             | 0  | 0      | 1      | 1     |
| 21    | Ukraine             | 0  | 0      | 1      | 1     |
| 21    | États-Unis          | 0  | 0      | 1      | 1     |
| Total | Total               | 16 | 16     | 32     | 64    |

## Sources
- Résultats officiels, Fédération internationale de judo.
- Podiums de la compétition par équipes sur JudoInside.com.